# Hemierianthus descarpentriesi
Hemierianthus descarpentriesi is een rechtvleugelig insect uit de familie Chorotypidae. De wetenschappelijke naam van deze soort is voor het eerst geldig gepubliceerd in 1967 door Descamps.